# Akasaka Tower Residence
La Akasaka Tower Residence (アカサカタワーレジデンス) est un gratte-ciel construit de 2005 à 2008 à Tokyo dans le district de Minato-ku, mesurant 162 mètres de hauteur. Il abrite 600 logements. La surface de plancher de l'immeuble est  de 77 221 m2.
Les architectes sont l'agence japonaise Nikken Sekkei et la société Takenaka Corporation